# Aleksiej Kisielow
Aleksiej Iwanowicz Kisielow (ros. Алексей Иванович Киселёв; ur. 17 marca 1938 w Łukjanowce w obwodzie riazańskim, zm. 19 czerwca 2005 w Moskwie) – radziecki bokser i trener bokserski, działacz sportowy.
Był dwukrotnym wicemistrzem olimpijskim: podczas igrzysk w Tokio (1964) wywalczył srebrny medal w wadze półciężkiej (w półfinale pokonał Zbigniewa Pietrzykowskiego, a na olimpiadzie w Meksyku (1968) w wadze średniej (w ćwierćfinale wygrał z Wiesławem Rudkowskim).
Był też wicemistrzem Europy z Rzymu w 1967.
Po zakończeniu kariery sportowej był dwukrotnie trenerem radzieckiej bokserskiej kadry narodowej (1969–1970 i 1976–1980), a następnie działaczem AIBA i EABA.
Od 1993 był przewodniczącym Rosyjskiej Federacji Sportu Studenckiego. Wchodził w skład Komitetu Wykonawczego Międzynarodowej Federacji Sportu Studenckiego (FISU).
Był pracownikiem naukowym Państwowego Instytutu Technicznego im. N.E. Baumana w Moskwie.
Pochowany na Cmentarzu Dońskim w Moskwie.